# Clausura reflexiva
Sea {\displaystyle R} una relación binaria aplicada sobre un conjunto {\displaystyle A}, la clausura reflexiva o cierre reflexivo de {\displaystyle {\mathcal {R}}}, denotada {\displaystyle CR({\mathcal {R}})}, es la relación reflexiva más pequeña aplicada sobre {\displaystyle A\,} que contiene a {\displaystyle {\mathcal {R}}}.
En otras palabras, {\displaystyle CR({\mathcal {R}})} es la relación binaria que verifica:
1. {\displaystyle {\mathcal {R}}\subseteq CR({\mathcal {R}})}
2. {\displaystyle CR({\mathcal {R}})} es reflexiva
3. Si {\displaystyle {\mathcal {R}}'} es una relación reflexiva tal que {\displaystyle {\mathcal {R}}\subseteq {\mathcal {R}}'}, entonces {\displaystyle CR({\mathcal {R}})\subseteq {\mathcal {R}}'}

Nótese que si {\displaystyle {\mathcal {R}}} es reflexiva, entonces {\displaystyle CR({\mathcal {R}})={\mathcal {R}}}.

## Cómo calcularla
Si la relación está dada por su matriz booleana asociada, la clausura reflexiva se obtiene completando con 1 la diagonal principal.
1 0 1 0 1 0

0 1 0 1 0 1

1 0 1 0 1 0

0 1 0 1 0 1

1 0 1 0 1 0

0 1 0 1 0 1
Esta última sería la matriz asociada la clausura reflexiva. A partir de esta matriz la relación {\displaystyle CR({\mathcal {R}})} se construye trivialmente.

## Ejemplo
Como ejemplo, si
{\displaystyle X=\{1,2,3,4\}}
{\displaystyle R=\{(1,1),(2,2),(3,3),(4,4)\}}
entonces la relación {\displaystyle R} ya es reflexiva en sí misma, por lo que no difiere de su cierre reflexivo.
Sin embargo, si alguno de los pares en {\displaystyle R} estuviera ausente, se insertaría para el cierre reflexivo.
Por ejemplo, si en el mismo conjunto {\displaystyle X}
{\displaystyle R=\{(1,1),(2,2),(4,4)\}}
entonces el cierre reflexivo es
{\displaystyle S=R\cup \{(x,x):x\in X\}=\{(1,1),(2,2),(3,3),(4,4)\}.}